# Yamanadanda
Yamunadanda (en népalais : यामानाडाँडा) est un comité de développement villageois du Népal situé dans le district de Sindhulpalchok. Au recensement de 2011, il comptait 1 507 habitants.